# Pizzighettone
Pizzighettone est une commune italienne de la province de Crémone dans la région Lombardie en Italie.

## Géographie
Pizzighettone se trouve à l'extrémité occidentale de la province de Crémone, à 25 kilomètres de la ville éponyme. Pizzighettone est séparé en deux parties par la rivière Adda : Pizzighettone est situé à l'est et le hameau Gera à l'ouest.

## Histoire
Pizzighettone est sans doute le site de l'antique Acerrae, ville des Celtes Insubres conquise par les Romains en 222 av. J.-C., comme l'a proposé F. Coarelli à partir de l'étude d'un casque en bronze portant une inscription latine archaïque.
Après sa défaite à Pavie en 1525, François Ier fut emprisonné près de trois mois dans la Torre del Guado (Tour du Gué) de Pizzighettone.

## Économie
Pizzighettone comporte plusieurs usines. À signaler l’établissement industriel Sicrem actif dans le secteur textile et la Latteria Pizzighettonese (production de Grana Padano, Provolone Valpadana).

## Culture
Le film Metalmeccanico e parrucchiera in un turbine di sesso e di politica, réalisé par Lina Wertmuller, a été tourné à Pizzighettone.
Une séquence du film Le Violon rouge, réalisé par René Girard, a été tournée près des remparts de la ville.

## Monuments et patrimoine
L'église de San Bassiano a été fondée en l'an 1158 et modifiée au XVe siècle ; le clocher date de 1533.
L'Hôtel de Ville a été bâti à partir de 1479.
Les fortifications, édifiées au XVe siècle, ont été renforcées par les Autrichiens au XVIIe siècle.
La Torre del Guado fait partie de l'ancien château, démoli au début du XIXe siècle.

## Administration
| Période                                  | Période | Identité | Étiquette | Qualité |
| ---------------------------------------- | ------- | -------- | --------- | ------- |
|                                          |         |          |           |         |
| Les données manquantes sont à compléter. |         |          |           |         |

### Hameaux
Ferie, Gera, Roggione, Regona.

### Communes limitrophes
Camairago, Cappella Cantone, Cavacurta, Cornovecchio, Crotta d'Adda, Formigara, Grumello Cremonese ed Uniti, Maleo, San Bassano